# Хидроакустика
Хидроакустиката е науката, която изучава и прилага звука във вода. Хидроакустиката, използвайки сонарна технология, се използва най-често за наблюдение на подводни физически и биологични характеристики.
Хидроакустиката може да се използва за откриване дълбочината на водно тяло (батиметрия), както и наличието или отсъствието, изобилието, разпространението, размера и поведението на подводни растения и животни.